# Џо Џонсон (кошаркаш)
Џо Џонсон (енгл. Joe Johnson; Литл Рок, Арканзас, 29. јун 1981) је амерички кошаркаш. Игра на позицијама бека и крила, а тренутно је без ангажмана. Изабран је у 1. кругу (10. укупно) НБА драфта 2001. од Бостон Селтикса. Са америчком репрезентацијом освојио је бронзану медаљу на Светском првенству у Јапан у 2006. године.

## НБА

### Бостон Селтикс
Џонсон је након две године проведене на универзитету Арканзас, изабран као 10. избор НБА драфта 2001. године од стране Бостон Селтикса. Од 38 одиграних утакмица у стартној петорци започео је њих 33, али са лимитираном минутажом. Селтикси су на крају сезоне по први пут након 1995. изборили плејоф. Средином сезоне мењан је у Финикс Сансе.

### Финикс санси
У следеће три и по сезоне проведене у Финикс Сансима постао је важан део франшизе и у просеку постизао 15,2 поена по утакмици. Тамо се развио као одличан шутер иза линије за три, унапредио је своју контролу лопте и скок-шут. У плејофу 2004/05. после једног закуцавања пао је на под и повредио је леву очну шупљину. Због тога је током целог плејофа носио заштитну маску, али су Санси на крају у серији 4-1 поражени од Сан Антонио Спарса. У лето 2005. постао је слободан играч и одлучио је да напусти Сансе и отићи у екипу где ће имати већу улогу од досадашње. Мењан је у Атланта Хоксе, док су у супротном смеру отишли Борис Дијао и два прва избора будућег драфта.

### Атланта хокси
У својој првој сезони у новом клубу, Џонсон је предводио Хоксе у неколико категорија: поенима (20,2), асистенцијама (6,5), украденим лоптама (1,26), убаченим тројкама (128) и одиграним минутима (40,7). Један је од петорице играча који су у сезони 2005/06. у просеку постизали најмање 20 поена и 6 асистенција. Једини је Хавк који је одиграо свих 82 утакмице регуларног дела и продужио низ на 346 заредом одиграних утакмица. 7. март 2007. у победи против Голден Стејт Вориорса постигао је учинак каријере од 42 поена, а 13. март 2006. у поразу од Милвоки бакса рекордних 17 асистенција. 1. фебруар 2006. против Шарлот Бобкетса забележио је свој први трипле-дабл учинак од 15 поена, 10 скокова и 11 асистенција. У сезони 2006/07. у просеку је постизао 25 поена, 4,2 скока, 4,4 асистенције и 1,5 украдених лопти по утакмици. Као замена за Џејсона Кида позван је у тим Источне конференције на НБА Ол-стар меч 2007. године. Следеће сезоне поново је као замена изабран на НБА Ол-Стар утакмицу. Током сезоне два пута је био изабран за играча месеца Источне конференције и предводио Хоксе до првог плејофа након 1999. године. Хокси су испали у првом кругу у седам утакмица од каснијих првака Бостон Селтикса 23. фебруар 2008. против Оклахома Сити Тандера забележио је свој други трипле-дабл учинак од 20 поена, 11 скокова и 11 асистенција. 31. јануар 2009. против Милвоки бакс прешао је границу од 10 000. постигнутих поена у каријери.

### Бруклин нетси
11. јула 2012. Џонсон је мењан у Бруклин Нетсе за петорицу играча и пика из прве рунде следећег драфта.

## Успеси

### Појединачни
- НБА Ол-стар утакмица (7): 2007, 2008, 2009, 2010, 2011, 2012, 2014.
- Идеални тим НБА — трећа постава (1): 2009/10.
- Идеални тим новајлија НБА — друга постава: 2001/02.

### Репрезентативни
- Светско првенство:  2006.